# Pontens
Pontens (en francès Pontenx-les-Forges) és un municipi francès situat al departament de les Landes i a la regió de la Nova Aquitània.

## Demografia
| 1962                                       | 1968  | 1975  | 1982  | 1990  | 1999  | 2007  |
| ------------------------------------------ | ----- | ----- | ----- | ----- | ----- | ----- |
| 1.163                                      | 1.218 | 1.223 | 1.192 | 1.138 | 1.085 | 1.357 |
| Des de 1962: població sense dobles comptes |       |       |       |       |       |       |

## Administració
| Període   | Identitat        | Partit |
| --------- | ---------------- | ------ |
| 2001-2008 | Roger Bouchot    |        |
| 2008-     | Jean-Marc Billac |        |